# マハス・パハリー語
マハス・パハリー語（マハス・パハリーご、英: Mahasu Pahari language）は、ドーグリー・カーングリー諸語に属する言語である。マハス・パハール語、マハス語、マハス・パハリー、マハスイともいう。パハリーはパハールの変化形である。マハスイはマハスの変化形である。ヒマーチャル・プラデーシュ州のシムラー県およびソーラン県で話されている。

## 言語名別称
- マハス・パハール語
- マハス・パハリー語
- マハス語
- マハス・パハリー
- マハスイ
- Mahasui

## 方言
- Upper Mahasu Pahari (bfz-upp)
- Lower Mahasu Pahari (bfz-low)